# Aglaopus niphocosma
Aglaopus niphocosma är en fjärilsart som beskrevs av Turner 1911. Aglaopus niphocosma ingår i släktet Aglaopus och familjen Thyrididae. Inga underarter finns listade i Catalogue of Life.